# غاريث وليامز (لاعب اتحاد الرغبي بريطاني)
غاريث وليامز (بالإنجليزية: Gareth John Williams)‏ هو لاعب اتحاد الرغبي بريطاني، ولد في 19 ديسمبر 1979 في بريدجند ‏ في المملكة المتحدة.

## وصلات خارجية
- غاريث وليامز عل موقع إسبنسكروم (الإنجليزية)
- غاريث وليامز على موقع ItsRugby.co.uk (الإنجليزية)